# Peter-Wolf Ascher
Peter-Wolf Ascher (* 12. Februar 1939 in München; † 12. März 2023 in Salzburg) war ein österreichischer Neurochirurg.

## Leben
Aschers Eltern sind der Geodät Walter Ascher und seine Frau, die Pharmazeutin Trude Ascher geb. Kordik. Er wurde römisch-katholisch getauft, trat aber später aus der Kirche aus. Er bestand 1957 in Salzburg die Matura und begann noch im selben Jahr ein Medizinstudium an der Universität Graz. Seit 1957 Fuchs im Corps Vandalia Graz, wurde er 1958 recipiert. 1965 zum Dr. med. promoviert, war er ab 1966 an der Universitätsklinik für Neurochirurgie tätig. Er wurde 1972 Facharzt für Allgemeine Chirurgie und war anschließend bis 1977 Assistent in der neurochirurgischen Abteilung vom LKH-Universitätsklinikum Graz. Er habilitierte sich 1978 für Neurochirurgie und lehrte fünf Jahre als Privatdozent. 1983 wurde er zum a.o. Professor ernannt. 1989/90 war er erster Oberarzt der Grazer Neurochirurgie. 1991 erhielt er das Ehrenzeichen des Landes Steiermark. Die Universität Rostock berief ihn 1995 als Professor und Abteilungsleiter für Neurochirurgie in der Universitätsmedizin Rostock. Als langjähriger Paukarzt wurde er Corpsschleifenträger der Visigothia. Trotz pulmonaler Probleme focht er aus freien Stücken eine reguläre Mensur auf die Farben des Corps. Er war seit 2002 im Ruhestand und lebte bis zu seinem Tod am 12. März 2023 in Salzburg.

## Werke
- Der CO2-Laser in der Neurochirurgie. Mit einem Geleitwort von Fritz Heppner. Molden, Wien 1977, ISBN 3-217-00920-7.